# Спенсер Бахус
Спенсер Томас Бахус III (англ. Spencer Thomas Bachus III; нар. 28 грудня 1947, Бірмінгем, Алабама) — американський юрист і політик-республіканець, член Палати представників США з 1993 по 2015 рр. (голова Комітету Палати з питань фінансових послуг з 2011 по 2015 рр.)
У 1969 р. він закінчив Обернський університет зі ступенем бакалавра мистецтв, а у 1972 р. отримав ступінь доктора права в Університеті Алабами у Таскалусі. З 1969 по 1971 рр. він служив у Національній гвардії. Він вів приватну юридичну практику до 1992 р.
З 1983 по 1984 рр. він був членом Сенату Алабами, з 1984 по 1987 рр. — членом Палати представників Алабами. З 1987 по 1991 рр. Бахус входив до Ради з освіти штату Алабама. У 1991 р. він очолив Республіканську партію Алабами.